# (117413) Ramonycajal
(117413) Ramonycajal est un astéroïde de la ceinture principale.

## Description
(117413) Ramonycajal est un astéroïde de la ceinture principale. Il fut découvert le 8 janvier 2005 à La Cañada par Juan Lacruz. Il présente une orbite caractérisée par un demi-grand axe de 2,41 UA, une excentricité de 0,13 et une inclinaison de 2,3° par rapport à l'écliptique.

## Compléments